# Пейман, Генрих Эрнст
Генрих Эрнст Пейман (дат. Heinrich Ernst Peymann, 22 мая 1737 – 28 января 1823) — датский офицер, возглавил датскую оборону в 1807 году, когда Копенгаген подвергся бомбардировке. Стремясь защитить Данию, подписал капитуляцию в Хеллерупгорде, которая произошла 9 сентября 1807 года.

## Биография
Был уроженцем Бременского архиепископства. Начал службу в 1755 году, затем, как и его брат Кристиан Фридрих Герман Пейман, находился на службе у датского короля Кристиана VII и в звании генерал-майора был комендантом Копенгагена во время британской бомбардировки Копенгагена в 1807 году. Чтобы предотвратить полное уничтожение Копенгагена, Пейману, раненному во время бомбардировки, пришлось после нескольких дней боев доставить весь датский флот Великобритании. В это время город уже был разрушен на 30, а в результате боевых действий погибло 2000 мирных жителей. 
После смерти Кристиана VII королём стал Фредерик VI и Пейман в 1808 году предстал перед военным трибуналом, который вынес следующее решение в связи с капитуляцией Пеймана, противоречащей приказу (но, возможно, неизбежной в силу обстоятельств): «Генерал-майор Генрих Эрнст Пейман лишился чести и жизни, а его имущество подлежит конфискации.» 18 января 1809 года король смягчил приговор, позволив Пейману жить на свободе в Рендсбурге.
Скончался 28 января 1823 года на 86-м году жизни.

## Ссылка
- Heinrich Ernst Peymann